# AZS AJP Gorzów Wielkopolski

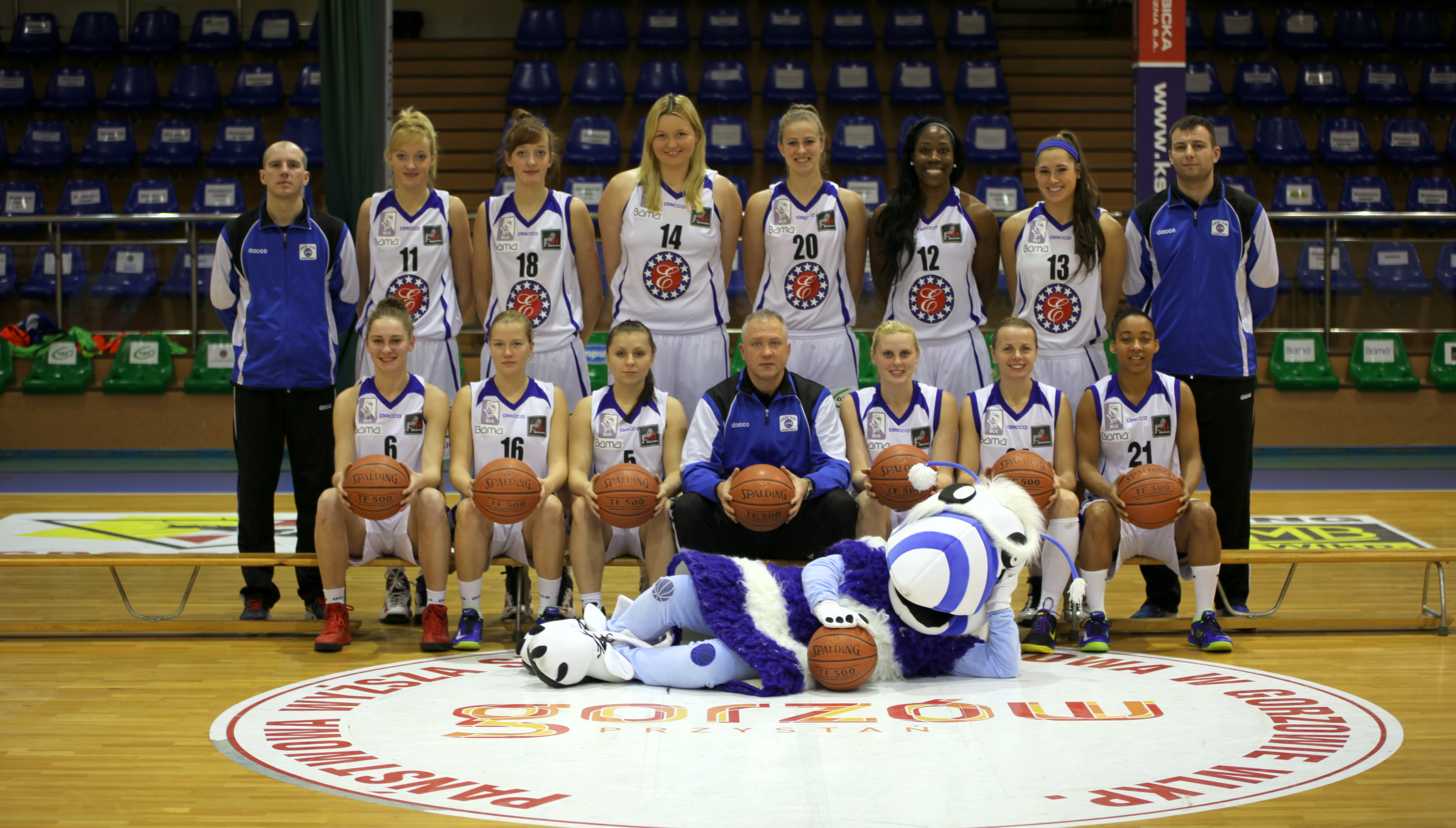
AZS PWSZ w sezonie 2013/2014. Stoją od lewej: B. Jaworska, K. Jaworska, I. Piekarska, M. Szajtauer, Ch. Nwagbo, T. Spani. Siedzą od lewej: K. Czarnodolska, C. Trębicka, A. Kopciuch, D. Maciejewski (trener), K. Dźwigalska, M. Losi, S. Zoll

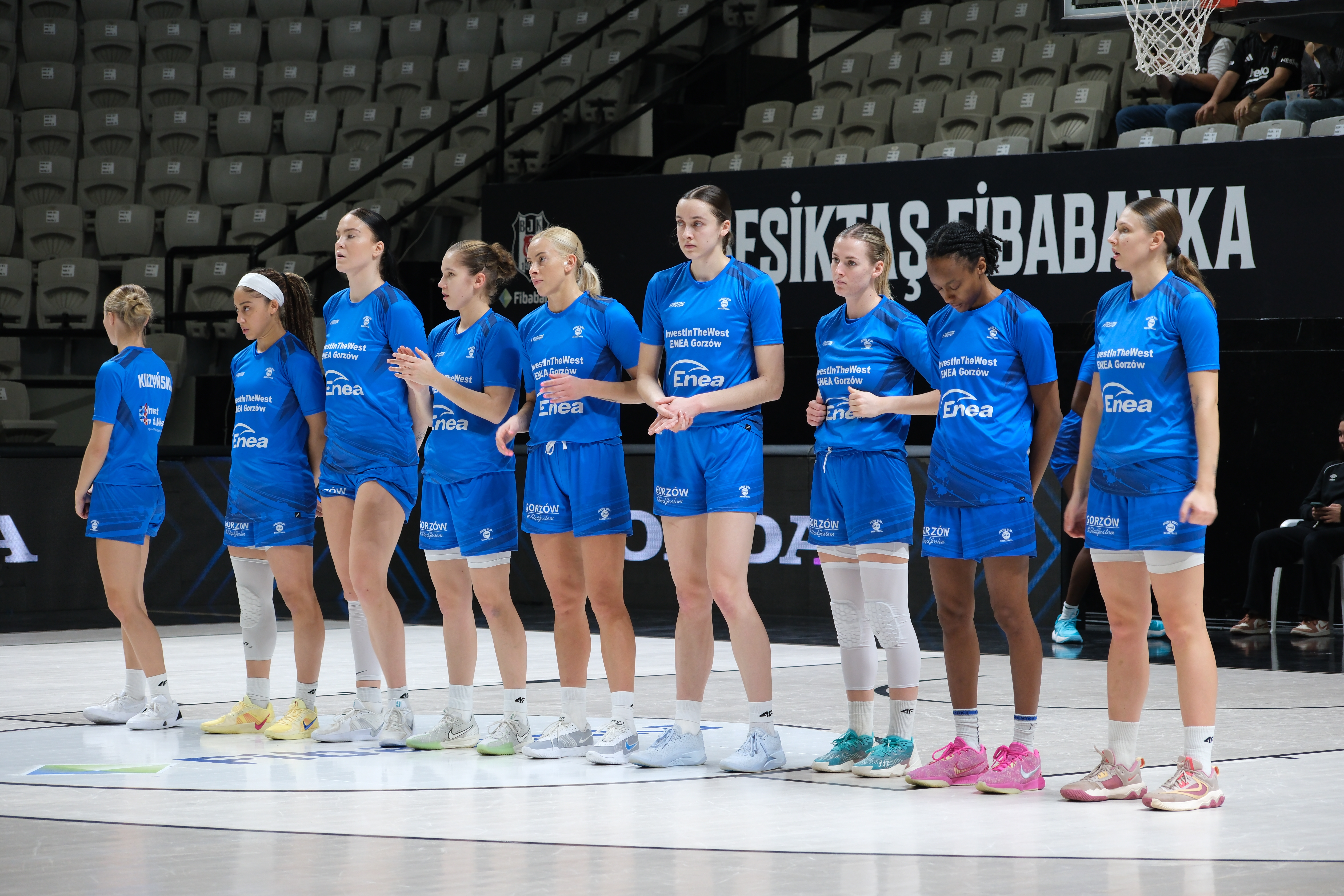
AZS AJP w sezonie 2024/2025. Stoją od lewej: W. Kuczyńska, E. Tsineke, R. Mikulášiková, J. Kobylińska, K. Gertchen, E. Śmiałek, E. Kośla, S. Walker-Kimbrough, G. Lebiecka

AZS AJP Gorzów Wielkopolski (występuje pod nazwą PolskaStrefaInwestycji Enea AJP Gorzów Wielkopolski) – polski żeński klub koszykarski z siedzibą w Gorzowie Wielkopolskim. Kontynuator tradycji powołanej w 1957 roku sekcji ZKS Stilonu.

## Historia klubu
Klub powstał w 2001 roku po przekazaniu go z Gorzowskiego Towarzystwa Koszykówki. W tym samym sezonie koszykarki ówczesnego AZS PWSZ wywalczyły awans do I ligi koszykówki kobiet z turnieju barażowego rozgrywanego w Ostrowie Wielkopolskim, a w sezonie 2003/2004 po wygranej w decydującym meczu z SMS Warszawa 82:56 wywalczyły awans do ekstraklasy.
W pierwszym sezonie w ekstraklasie gorzowianki zajęły 8. miejsce przegrywając dwumecz o miejsca 7-8 z Odrą Brzeg 0:2 (55:70 w Gorzowie Wielkopolskim i 70:42 w Brzegu). W tym samym sezonie gorzowianka Agnieszka Szott została najskuteczniejszą zawodniczką Ekstraklasy uzyskując średnią 17,6 pkt. na mecz. Pierwszy medal mistrzostw Polski – brązowy, wywalczyły w sezonie 2007/2008 wygrywając w meczach o 3. miejsce z PKM Dudą Super-Pol Leszno 3:1. Pierwszy tytuł wicemistrza Polski gorzowski AZS PWSZ zdobył w sezonie 2008/2009 ulegając w finale Lotosowi PKO BP Gdynia 1:4. W sezonie 2009/2010 gorzowskie koszykarki w rundzie zasadniczej wygrały 23 z 24 spotkań, jednak w finale ponownie uległy Lotosowi PKO BP Gdynia 1:3. Kolejny sezon przyniósł czwarty z rzędu medal mistrzostw Polski – brązowy. Gorzowianki w półfinale przegrały z CCC Polkowice 2:3, ale w meczach o 3. miejsce pokonały 3:1 Lotos Gdynia.
Przed sezonem 2011/2012 Akademiczki opuściła wieloletnia zawodniczka i kapitan drużyny – Justyna Żurowska. Nowym kapitanem drużyny została Katarzyna Dźwigalska. Gorzowianki sezon ukończyły na 7. miejscu pokonując w dwumeczu o miejsca 7-8 ŁKS Siemens AGD Łódź 2:0. W tym samym sezonie Agnieszka Skobel została najlepiej przechwytującą zawodniczką ligi ze średnią 2,97 na mecz. W kolejnych rozgrywkach drużyna gorzowska przegrała w ćwierćfinałach z Wisłą Can-Pack Kraków 0:3 i zajęła 6. miejsce w lidze. W sezonie 2013/2014 gorzowianki zajęły po fazie zasadniczej 5. miejsce i z tego miejsca awansowały do 2 etapu rozgrywek. Tam toczyły zaciętą walkę o miejsce w czołowej czwórce z Artego Bydgoszcz i Energą Toruń. W decydującym o awansie meczu przegrały jednak w Bydgoszczy 89:73 i zajęły ostatecznie 5. miejsce. W przekroju sezonu wyróżniały się dwie zawodniczki klubu: Chineze Nwagbo i Sharnee Zoll, które były – odpowiednio, najlepiej punktującą (ze średnią 16,81 pkt. na mecz) i asystującą (ze średnią 7,4 na mecz) zawodniczką ligi.
Kolejny sezon był bardzo podobny do poprzedniego. Gorzowianki również zajęły 5. miejsce i w ćwierćfinale – w dwumeczu – grały z zespołem z Polkowic. W pierwszym spotkaniu padł wynik 69:51, w rewanżu – 36:61 dla CCC Polkowice i Akademiczki ponownie zajęły 5. miejsce w rozgrywkach. W przekroju całego sezonu gra AZS PWSZ była oparta na duecie: Zoll – Brewer. Obie zawodniczki zdobyły łącznie 964 pkt. co stanowiło ponad 50% punktów całej drużyny w przekroju sezonu. Koszykarki te były również wyróżniającymi się zawodniczkami ligi: Alyssia Brewer była najlepiej punktującą ze średnią 20,58 pkt. na mecz, a Sharnee Zoll – ponownie najlepiej asystującą ze średnią 8,4 na mecz. Zoll ponadto została najbardziej wartościowa zawodniczką I etapu rundy zasadniczej.

### Bilans spotkań w najwyższej klasie rozgrywkowej
Stan na 12 kwietnia 2025
| Mecze | Zwycięstwa | Porażki | Bilans |
| ----- | ---------- | ------- | ------ |
| 591   | 353        | 238     | +115   |

### Rozgrywki europejskie
W sezonach 2009/2010 i 2010/2011 gorzowski klub występował w Eurolidze. W obu sezonach kończył te rozgrywki na fazie grupowej – odpowiednio na 6. miejscu w grupie C i 5. miejscu (grupa D).
W latach 2007–2009 i od 2017 roku gorzowskie koszykarki uczestniczą w rozgrywkach EuroCup (dawniej Pucharu Europy Kobiet FIBA, będącego kontynuacją Puchar Ronchetti) – 5-krotnie kończąc zmagania w fazie pucharowej, w 1/8 finału.

#### Bilans spotkań
Stan na 19 grudnia 2024
| Mecze | Zwycięstwa | Porażki | Bilans |
| ----- | ---------- | ------- | ------ |
| 96    | 41         | 55      | -14    |

## Hala
Klub swoje mecze domowe rozgrywał do tej pory w hali sportowej Akademii im. Jakuba z Paradyża w Gorzowie Wielkopolskim, położonej przy ulicy Chopina w Gorzowie Wielkopolskim. Obiekt ten posiada niespełna 1 000 miejsc i obecnie pełni funkcję hali rezerwowej. Akademiczki występowały w niej do 8 kolejki rozgrywek ligowych w sezonie 2023/2024.
Następnie drużyna przeniosła się do nowo wybudowanej hali – Areny Gorzów, przy ulicy Słowiańskiej o całkowitej pojemności 5 191 miejsc. 16 grudnia 2023 roku AZS AJP rozegrał w niej mecz 10 kolejki ekstraklasy z BC Polkowice, który zakończył się wygraną gorzowianek 93:89.

## Osiągnięcia
Krajowe
Mistrzostwa Polski
- 2. miejsce: 2009, 2010, 2019, 2024, 2025
- 3. miejsce: 2008, 2011, 2020, 2021, 2023

Puchar Polski
- 1. miejsce: 2025
- 2. miejsce: 2023

Młodzieżowe
Mistrzostwa Polski juniorek starszych
- 2. miejsce: 2006, 2007, 2008, 2009, 2014, 2015, 2017, 2018, 2021
- 3. miejsce: 2010, 2019, 2022

Mistrzostwa Polski juniorek
- 1. miejsce: 2003, 2017, 2018, 2020
- 2. miejsce: 2002, 2007, 2009

Mistrzostwa Polski kadetek
- 1. miejsce: 2018, 2019
- 3. miejsce: 2015

Puchar Polski
- 1. miejsce: 2022

### Nagrody i wyróżnienia indywidualne

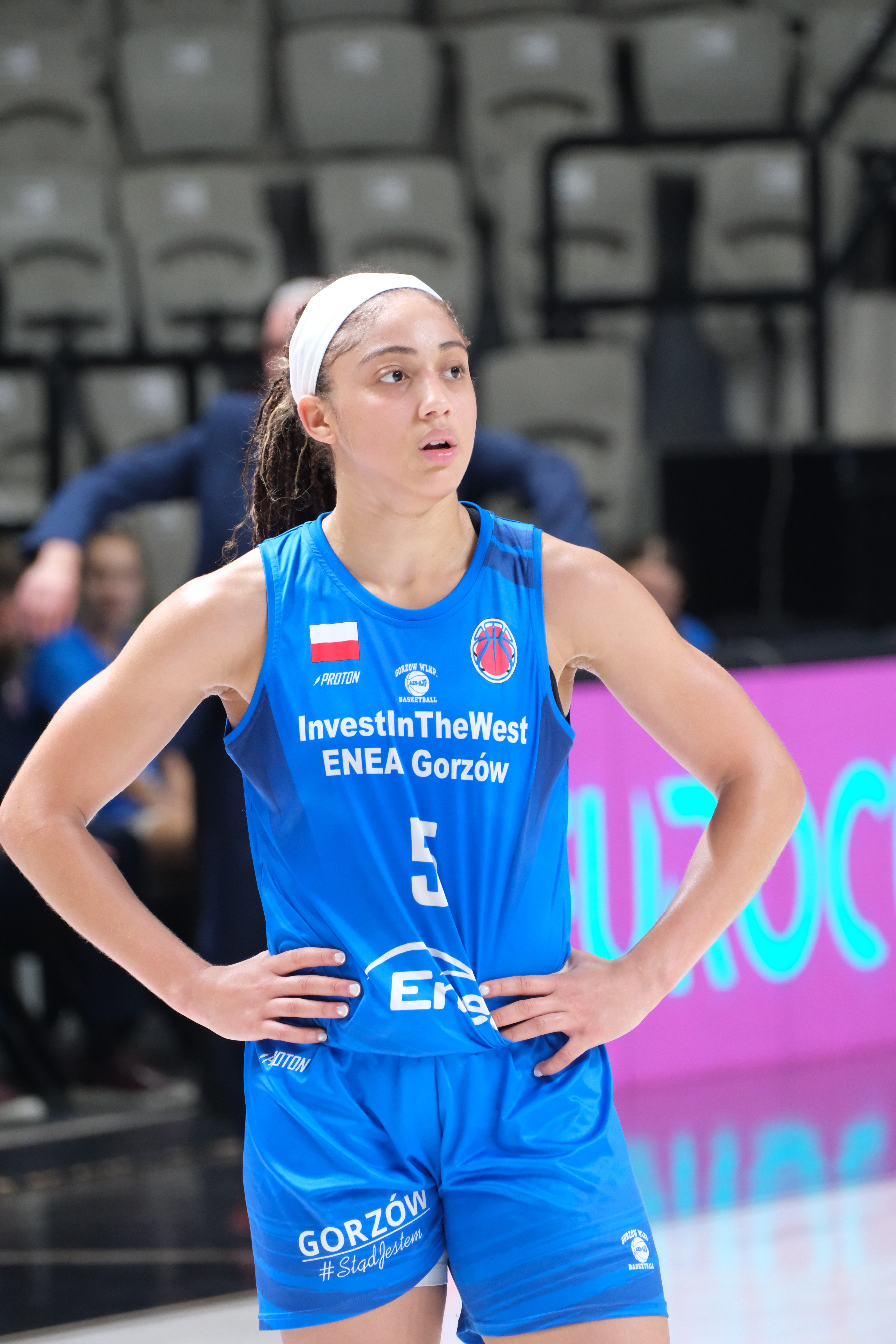
E. Tsineke – MVP Pucharu Polski w 2025 roku i liderka strzelczyń w sezonie 2024/2025 (ze średnią 17,45)

MVP sezonu zasadniczego
- Alanna Smith (2023)
- Chloe Bibby (2024)

Składy najlepszych zawodniczek ligi
- Courtney Hurt (2017)
- Kahleah Copper (2020)
- Alanna Smith (2023)
- Chloe Bibby (2024)
- Weronika Telenga (2024)

MVP Pucharu Polski
- Elena Tsineke (2025)

Składy najlepszych zawodniczek Pucharu Polski
- Alanna Smith (2023)
- Nóra Wentzel (2024)

Uczestniczki meczu gwiazd
- Justyna Żurowska (2004¹, 2005¹, 2010², 2011²)
- Marta Żyłczyńska (2004¹)
- Agnieszka Szott (2005¹, 2008¹)
- Aleksandra Karpińska (2005¹, 2006¹)
- Katarzyna Dźwigalska (2010², 2011²)
- Izabela Piekarska (2010², 2011³)
- Samantha Richards (2010², 2011³)
- Sidney Spencer (2010²)
- Agnieszka Kaczmarczyk (2010³)
- Agnieszka Skobel (2011², 2012²)
- Lyndra Weaver (2012³)
- Chineze Nwagbo (2014²)
- Taber Spani (2014²)
- Sharnee Zoll (2014², 2015²)
- Alyssia Brewer (2015²)
- Ołena Ohorodnikowa (2015²)

pogrubienie – oznacza MVP

¹ – mecz gwiazd: mistrzynie Polski vs. gwiazdy ligi

² – mecz gwiazd: Polska vs. gwiazdy ligi

³ – powołana, nie wystąpiła
Najlepszy trener sezonu zasadniczego
- Dariusz Maciejewski (2023)

#### Gala Basket Ligi Kobiet
Najbardziej medialny klub ligi: 2025
Najlepsza zawodniczka ligi
- Chloe Bibby (2024)

Najbardziej energetyczna zawodniczka ligi
- Sharnee Zoll (2019)

Najlepszy trener ligi
- Dariusz Maciejewski (2025)

### Liderki statystyczne ligi

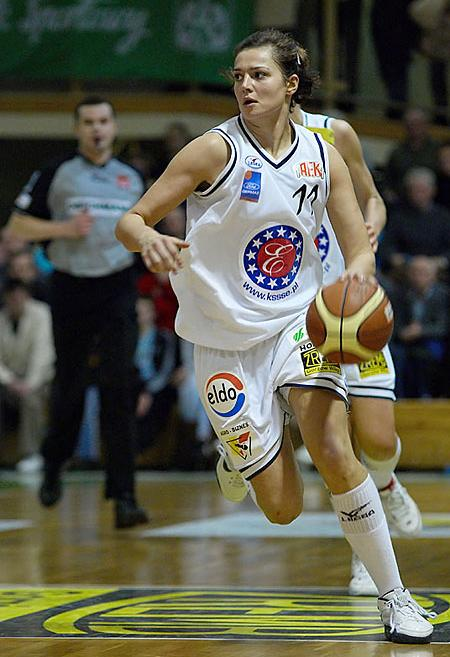
A. Szott, dwukrotna liderka strzelczyń: w sezonie 2004/2005 ze średnią 17,56 i 2005/2006 – 22,73

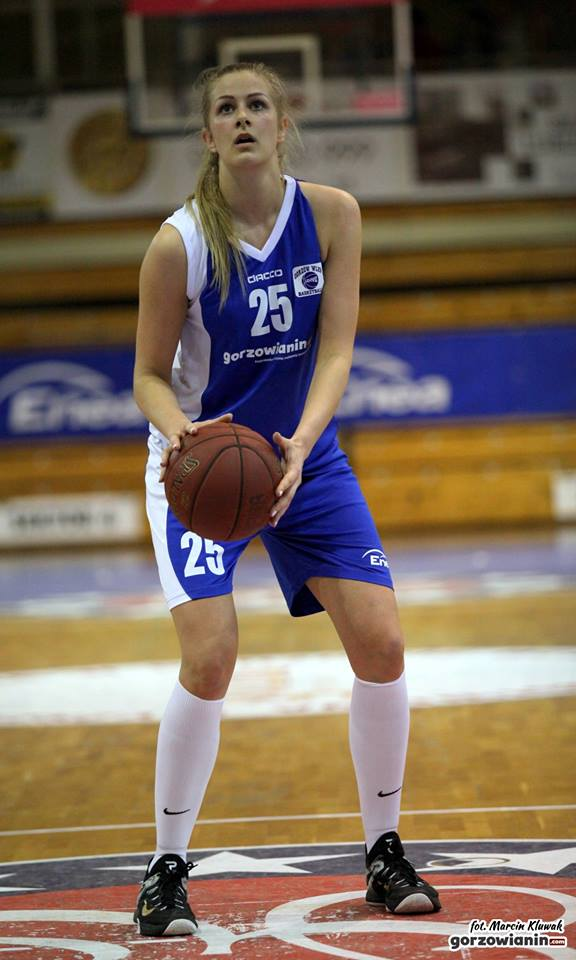
M. Szajtauer – liderka w blokach w sezonie 2016/2017 ze średnią 2,05

Liderki strzelczyń
- Agnieszka Szott[a] (2005)
- Agnieszka Szott[a] (2006)
- Chineze Nwagbo (2014)
- Alyssia Brewer (2015)
- Courtney Hurt[b] (2017)
- Kahleah Copper (2020)
- Alanna Smith (2023)
- Chloe Bibby (2024)
- Elena Tsineke (2025)

Liderki w asystach
- Sharnee Zoll (2014)
- Sharnee Zoll (2015)
- Sharnee Zoll (2019)
- Dominika Owczarzak[c] (2021)

Liderki w przechwytach
- Agnieszka Skobel (2012)

Liderki w zbiórkach
- Chineze Nwagbo[d] (2014)
- Kelley Cain (2016)
- Weronika Telenga (2024)

Liderki w blokach
- Kelley Cain (2016)
- Magdalena Szajtauer[e] (2017)
- Alanna Smith (2023)

Liderki w skuteczności rzutów wolnych
- Ludmiła Sapowa (2010)
- Justyna Żurowska (2011)
- Chloe Bibby (2024)
- Shatori Walker-Kimbrough (2025)

Liderki w skuteczności rzutów z gry
- Chineze Nwagbo (2014)
- Cheridene Green (2020)
- Weronika Telenga (2024)

Liderki w skuteczności rzutów za 2
- Maja Drozg (2007)
- Lindsay Taylor (2009)
- Chineze Nwagbo (2014)
- Cheridene Green (2020)
- Weronika Telenga (2024)

Liderki w skuteczności rzutów za 3
- Kateřina Zohnová (2009)
- Alanna Smith (2023)

## Poszczególne sezony
| Sezon     | Rozgrywki ligowe | Rozgrywki ligowe | Rozgrywki ligowe | Rozgrywki ligowe | Rozgrywki ligowe | Puchar Polski | Superpuchar Polski | Rozgrywki europejskie | Rozgrywki europejskie | Rozgrywki europejskie | Rozgrywki europejskie |
| Sezon     | Poziom           | Liga             | Mecze            | Bilans           | Miejsce          | Puchar Polski | Superpuchar Polski | Rozgrywki             | Mecze                 | Bilans                | Miejsce               |
| --------- | ---------------- | ---------------- | ---------------- | ---------------- | ---------------- | ------------- | ------------------ | --------------------- | --------------------- | --------------------- | --------------------- |
| 2001/2002 | 2                | I liga           | ?                | ?                | 5                |               | nie rozgrywano     |                       |                       |                       |                       |
| 2002/2003 | 2                | I liga           | ?                | ?                | 5                |               | nie rozgrywano     |                       |                       |                       |                       |
| 2003/2004 | 2                | I liga           | 26               | 22–4             | 1                |               | nie rozgrywano     |                       |                       |                       |                       |
| 2004/2005 | 1                | Ekstraklasa      | 25               | 7–18             | 8                | ?             | nie rozgrywano     | –                     | –                     | –                     | –                     |
| 2005/2006 | 1                | Ekstraklasa      | 25               | 12–13            | 5                | ?             | nie rozgrywano     | –                     | –                     | –                     | –                     |
| 2006/2007 | 1                | Ekstraklasa      | 34               | 17–17            | 4                | Półfinał      | –                  | –                     | –                     | –                     | –                     |
| 2007/2008 | 1                | Ekstraklasa      | 33               | 23–10            | 3                | Półfinał      | –                  | 2 EuroCup             | 10                    | 7–3                   | 1/8 finału            |
| 2008/2009 | 1                | Ekstraklasa      | 33               | 24–9             | 2                | Półfinał      | –                  | 2 EuroCup             | 6                     | 2–4                   | Faza grupowa          |
| 2009/2010 | 1                | Ekstraklasa      | 33               | 29–4             | 2                | Półfinał      | nie rozgrywano     | 1 Euroliga            | 10                    | 3–7                   | Faza grupowa          |
| 2010/2011 | 1                | Ekstraklasa      | 36               | 25–11            | 3                | Ćwierćfinał   | nie rozgrywano     | 1 Euroliga            | 10                    | 2–8                   | Faza grupowa          |
| 2011/2012 | 1                | Ekstraklasa      | 28               | 14–14            | 7                | Półfinał      | nie rozgrywano     | –                     | –                     | –                     | –                     |
| 2012/2013 | 1                | Ekstraklasa      | 21               | 8–13             | 6                | 1/8 finału    | nie rozgrywano     | –                     | –                     | –                     | –                     |
| 2013/2014 | 1                | Ekstraklasa      | 28               | 15–13            | 5                | Ćwierćfinał   | nie rozgrywano     | –                     | –                     | –                     | –                     |
| 2014/2015 | 1                | Ekstraklasa      | 24               | 15–9             | 5                | Ćwierćfinał   | nie rozgrywano     | –                     | –                     | –                     | –                     |
| 2015/2016 | 1                | Ekstraklasa      | 22               | 6–16             | 10               | –             | nie rozgrywano     | –                     | –                     | –                     | –                     |
| 2016/2017 | 1                | Ekstraklasa      | 27               | 17–10            | 6                | Półfinał      | nie rozgrywano     | –                     | –                     | –                     | –                     |
| 2017/2018 | 1                | Ekstraklasa      | 27               | 13–14            | 7                | –             | nie rozgrywano     | 2 EuroCup             | 6                     | 1–5                   | Faza grupowa          |
| 2018/2019 | 1                | Ekstraklasa      | 35               | 20-15            | 2                | Ćwierćfinał   | nie rozgrywano     | 2 EuroCup             | 8                     | 5–3                   | 1/8 finału            |
| 2019/2020 | 1                | Ekstraklasa      | 21               | 16–5             | 3                | Półfinał      | nie rozgrywano     | 2 EuroCup             | 8                     | 3–5                   | 1/16 finału           |
| 2020/2021 | 1                | Ekstraklasa      | 27               | 18–9             | 3                | Ćwierćfinał   | –                  | 2 EuroCup             | 4                     | 1–3                   | 1/8 finału            |
| 2021/2022 | 1                | Ekstraklasa      | 29               | 16–13            | 4                | –             | –                  | 2 EuroCup             | 6                     | 1–5                   | Faza grupowa          |
| 2022/2023 | 1                | Ekstraklasa      | 29               | 24–5             | 3                | Finał         | –                  | 2 EuroCup             | 10                    | 6–4                   | 1/8 finału            |
| 2023/2024 | 1                | Ekstraklasa      | 26               | 20–6             | 2                | Półfinał      | –                  | 2 EuroCup             | 10                    | 6–4                   | 1/8 finału            |
| 2024/2025 | 1                | Ekstraklasa      | 30               | 14–16            | 2                | Puchar Polski | –                  | 2 EuroCup             | 8                     | 3–5                   | 1/16 finału           |

## Koszykarki

### Zastrzeżone numery
- 4 – Katarzyna Dźwigalska (od 30 października 2022[13])

### Kadra drużyny
Stan na 7 listopada 2024
| Nr | Poz. | Nar.              | Nazwisko i imię           | Data urodzenia | Wzrost | Masa ciała |
| -- | ---- | ----------------- | ------------------------- | -------------- | ------ | ---------- |
| 91 | SG   | Polska            | Bęczkowska, Julia         | 2006-02-01     | 174 cm |            |
| 1  | SG   | Stany Zjednoczone | Miller, Diamond           | 2001-02-11     | 191 cm | 76 kg      |
| 15 | F    | Polska            | Gertchen, Klaudia         | 1996-07-11     | 182 cm |            |
| 94 | SG   | Polska            | Kobylińska, Joanna        | 2002-01-19     | 176 cm |            |
| 20 | G/F  | Polska            | Kośla, Emilia             | 2001-01-10     | 178 cm |            |
| 2  | PG   | Polska            | Kuczyńska, Wiktoria       | 2001-01-24     | 168 cm |            |
| 95 | SF   | Polska            | Lebiecka, Gabriela        | 2003-09-23     | 180 cm |            |
| 7  | C    | Słowacja          | Mikulášiková, Rebeka      | 1999-07-31     | 192 cm |            |
| 92 | G/F  | Polska            | Molik, Julia              | 2007-01-13     | 178 cm |            |
| 94 | C/F  | Polska            | Steblecka, Weronika       | 2005-06-17     | 187 cm |            |
| 99 | C/F  | Polska            | Śmiałek, Ewelina          | 2002-03-29     | 190 cm |            |
| 5  | PG   | Grecja            | Tsineke, Elena            | 1999-07-11     | 173 cm |            |
| 32 | SG   | Stany Zjednoczone | Walker-Kimbrough, Shatori | 1995-05-18     | 180 cm | 64 kg      |

Trener:  Dariusz Maciejewski
 Asystenci: Robert Pieczyrak, Janusz Kopaczewski

### Reprezentantki Polski w barwach klubu
Lista zawiera wszystkie polskie koszykarki występujące w drużynie AZS AJP Gorzów Wielkopolski, które wystąpiły w przynajmniej jednym spotkaniu reprezentacji Polski.
Stan na 19 sierpnia 2025
- Katarzyna Dźwigalska (2001–2022)
- Justyna Żurowska-Cegielska (2002–2011, 2019–2020)
- Magdalena Losi (2002–2007, 2013–2014)
- Agnieszka Szott-Hejmej (2004–2008, 2020–2021)
- Aleksandra Drzewińska (2005–2008, 2012–2013)
- Aleksandra Chomać (2006–2008)
- Agnieszka Kaczmarczyk (2006–2012, 2019–2021)
- Małgorzata Babicka (2007–2008)
- Edyta Koryzna (2009–2010)
- Izabela Piekarska (2009–2011, 2013–2015)
- Agnieszka Skobel (2010–2013)
- Magdalena Szajtauer (2011–2018)
- Paulina Misiek (2016–2018)
- Aleksandra Pawlak (2017–2018)
- Dominika Fiszer (2020–2023)
- Anna Makurat (2021–2022)
- Anna Jakubiuk (2023–2024)
- Weronika Telenga (2023–2024, 2025– )
- Klaudia Gertchen (2024– )

### Koszykarki zagraniczne w barwach klubu
Lista zawiera wszystkie zagraniczne koszykarki występujące w drużynie AZS AJP Gorzów Wielkopolski, które wystąpiły w przynajmniej jednym spotkaniu ligowym lub spotkaniu rozgrywek europejskich.
Stan na 7 listopada 2024
- Nicole Anaejionu  (2004–2005)
- Secrett Stubblefield  (2004–2005)
- Mao Wenjing  (2006)
- Guan Xin  (2006)
- Maja Drozg  (2006–2007)
- Katarina Ristić  (2006–2008)
- Carrie Moore  (2007–2008)
- Denaimou N'Garsanet  (2007–2008)
- Shala Crawford  (2008–2009)
- Anne Breitreiner  (2008–2009)
- Lindsay Taylor  (2008–2009)¹
- Kateřina Zohnová  (2008–2009)
- Nkolika Anosike  (2009, 2010)¹
- Samantha Richards  (2008–2011)
- Julija Rycikawa  (2009–2010, 2017–2019)
- Ludmiła Sapowa  (2009–2010)
- Sidney Spencer  (2009–2010)¹
- Jela Vidacić  (2009–2010)
- Kalana Greene  (2010)¹
- Jelena Leuczanka  (2010)¹
- Johanna Leedham  (2010–2011)
- Lyndra Weaver  (2010–2012)¹
- Tatum Brown  (2011)
- Paris Johnson  (2011–2012)
- Chioma Nnamaka  (2011–2012)
- Allison Smalley  (2011–2012)
- Sybil Dosty  (2012)
- Ariana Moorer  (2012)
- Chineze Nwagbo / (2012–2014)
- Andrea Riley  (2013)¹
- Sharnee Zoll  (2013–2015, 2018–2019)¹
- Taber Spani  (2013–2014)
- Alyssia Brewer  (2014–2015)
- Ołena Ohorodnikowa  (2014–2015)
- Cassandra Brown  (2015–2016)
- Kelley Cain  (2015–2016)¹
- Angel Goodrich  (2015–2016)¹
- Stephanie Talbot  (2016–2017)²
- Nicole Seekamp  (2016–2017)
- Courtney Hurt / (2016–2017, 2021–2022)¹
- Miah Spencer  (2017–2018)
- Annamaria Prezelj  (2017–2020)
- Francisca Donders  (2017)
- Carolyn Swords  (2017–2018)¹
- Natalie Hurst  (2018)
- Agnieszka Fikiel / (2018–2019)
- Laura Juškaitė  (2018–2020)
- Kyara Linskens  (2018–2019)
- Maryja Papowa  (2018–2019)
- Ariel Atkins  (2018–2019)¹
- Cheridene Green  (2019–2021)
- Żossielina Majga  (2019–2020)
- Kahleah Copper  (2019–2020)¹
- Chloe Jackson  (2019)¹
- Jasmine Thomas  (2020)¹
- Borisława Christowa  (2020–2022)
- Kathleen Doyle  (2020)¹
- Megan Gustafson  (2020–2021)¹
- Shatori Walker-Kimbrough  (2021, 2024–2025)¹
- Ksienija Tichonienko / (2021–2022)
- Stephanie Jones  (2021–2022, 2023–2024)¹
- Stella Johnson  (2021–2022)¹
- Tilbe Şenyürek  (2022–2023)
- Alanna Smith  (2022–2023)¹
- Chantel Horvat / (2022–2023)
- Zoé Wadoux  (2022–2023)
- Lindsay Allen  (2022–2023)¹
- Elena Tsineke  (2023–2025)¹
- Chloe Bibby  (2023–2024)
- Nóra Wentzel  (2023–2024)
- Kennedy Brown  (2024)
- Lauren Hansen  (2024)
- Rebeka Mikulášiková  (2024–2025)
- Diamond Miller  (2024–2025)¹

¹ – koszykarka z wcześniejszym doświadczeniem w WNBA

² – koszykarka, która trafiła do WNBA na późniejszym etapie swojej kariery

## Trenerzy

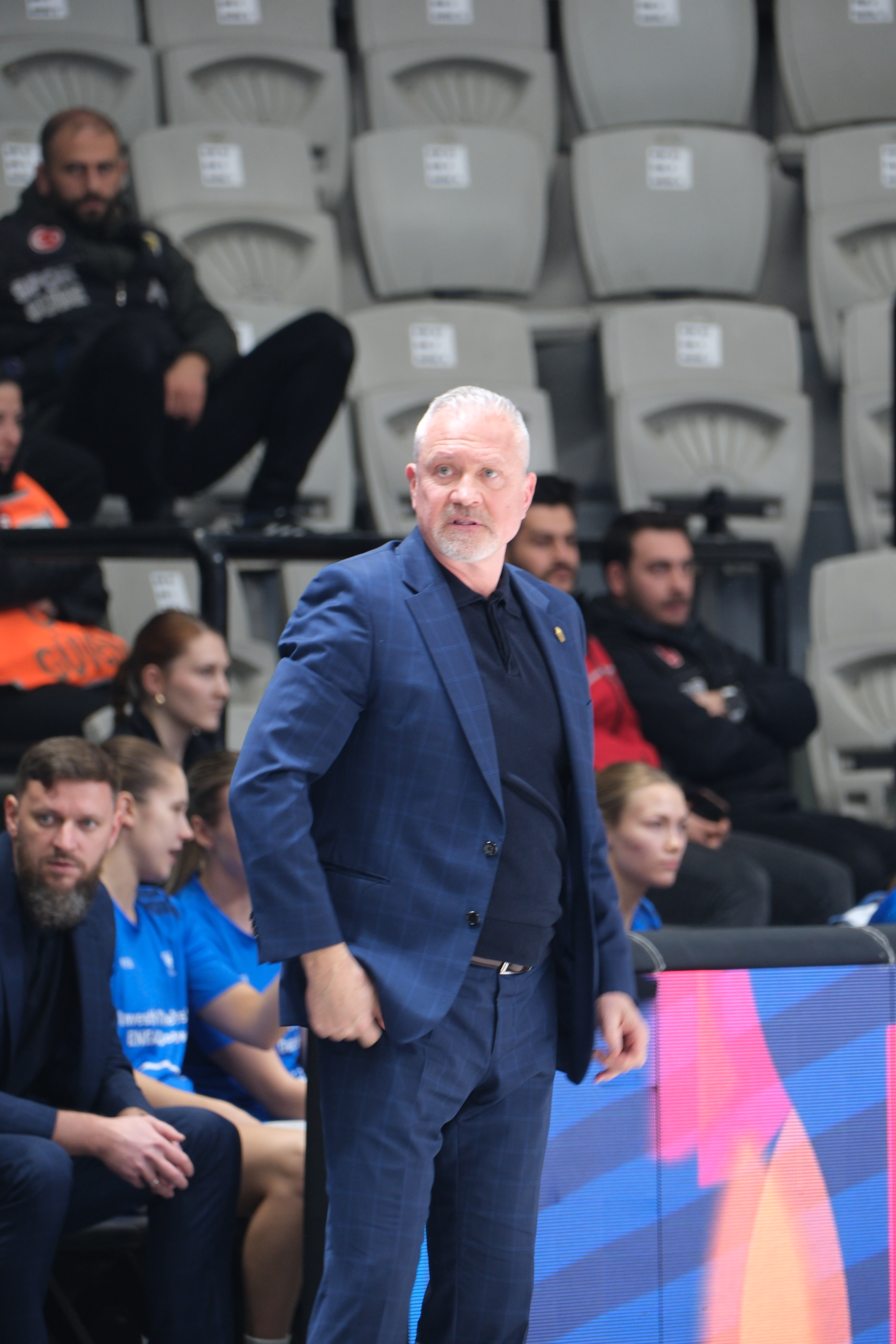
D. Maciejewski

- Dariusz Maciejewski (2001– )